# ديستربد
ديستربد هي فرقة موسيقى الميتال أمريكية من شيكاغو تأسست في 1994.باعت الفرقة أكثر من 17 مليون ألبوم عالمياً مما يجعلها واحدة من أنجح فرق الروك في العصر الحديث بجانب سليبنوت وجودسماك.